# Іроквай (округ, Іллінойс)
Шаблон:StateAbbr_ 40°44′ пн. ш. 87°49′ зх. д. / 40.74° пн. ш. 87.82° зх. д.
Округ  Іроквай (англ. Iroquois County) — округ (графство) у штаті Іллінойс, США. Ідентифікатор округу 17075.

## Історія
Офіційно утворений в 1833 році.

## Демографія
За даними перепису 
2000 року 
загальне населення округу становило 31334 осіб, зокрема міського населення було 8658, а сільського — 22676.
Серед мешканців округу чоловіків було 15366, а жінок — 15968. В окрузі було 12220 домогосподарств, 8712 родин, які мешкали в 13362 будинках.
Середній розмір родини становив 2,99.
Віковий розподіл населення поданий у таблиці:
| Стать    | До 15 років | 15-21 | 22-29 | 30-39 | 40-49 | 50-65 | 65-85 | Понад 85 |
| -------- | ----------- | ----- | ----- | ----- | ----- | ----- | ----- | -------- |
| Чоловіки | 3376        | 1563  | 1250  | 1979  | 2311  | 2556  | 2116  | 215      |
| Жінки    | 3072        | 1320  | 1201  | 2098  | 2259  | 2677  | 2745  | 596      |

## Суміжні округи
- Канкакі — північ
- Ньютон, Індіана — схід
- Бентон, Індіана — схід
- Монтгомері, Індіана — південний схід
- Вермільйон — південь
- Форд — захід

## Виноски
1. ↑  U.S. Decennial Census. United States Census Bureau. Архів оригіналу за 26 квітня 2015. Процитовано 5 липня 2014.
2. ↑  Historical Census Browser. University of Virginia Library. Архів оригіналу за 11 серпня 2012. Процитовано 5 липня 2014.
3. ↑  Population of Counties by Decennial Census: 1900 to 1990. United States Census Bureau. Архів оригіналу за 24 квітня 2014. Процитовано 5 липня 2014.
4. ↑  Census 2000 PHC-T-4. Ranking Tables for Counties: 1990 and 2000 (PDF). United States Census Bureau. Архів оригіналу (PDF) за 18 грудня 2014. Процитовано 5 липня 2014.
5. ↑  State & County QuickFacts. United States Census Bureau. Архів оригіналу за 6 червня 2011. Процитовано 5 липня 2014. [Архівовано 2013-03-05 у Wayback Machine.](англ.) Наведено за англійською вікіпедією.
6. ↑  American FactFinder. Бюро перепису населення США. Архів оригіналу за 26 лютого 2012. Процитовано 31 січня 2008. [Архівовано 2008-05-21 у Wayback Machine.]

| США | Це незавершена стаття з географії США. Ви можете допомогти проєкту, виправивши або дописавши її. |